# Competitievormen
Wedstrijden, competities en toernooien kunnen op verschillende manier ingericht worden.

## Competitie
Een wedstrijd waarin elk team tweemaal tegen elkaar speelt wordt een volledige competitie genoemd. Elk team speelt dan tegen elk ander team in de competitie een thuis- en een uitwedstrijd. De nummer 1 op de ranglijst aan het eind van de competitie is de winnaar of kampioen.
Varianten hierop zijn een dubbele competitie waarbij de teams elkaar in totaal elk viermaal ontmoeten (bijvoorbeeld de Schotse voetbalcompetitie) en een halve competitie. Dit is waarbij elk team één keer tegen elk ander team speelt, waarbij dan het ene team thuis speelt en het andere uit. Bij het schaken speelt men in een halve competitie. Hier speelt elke ploeg maar één keer in het seizoen tegen een andere tegenstander.
In gesloten sportcompetities wordt met een vaste groep clubs of sporters gewerkt. In open competities is promoveren en degraderen mogelijk, en wijzigen de clubs of sporters in de competitie van jaar tot jaar.

## Play-Off / Play-Offs
Na afloop van een volledige competitie wordt in sommige sporten het seizoen verlengd met play-offs. In de play-offs strijden twee teams gedurende een aantal wedstrijden om een plaats in de volgende ronde. De paring van de deelnemers tijdens de play-offs gebeurt op basis van de rangschikking van de eindstand in de competitie. De beste 4 of 8 van de reguliere competitie gaan door naar de play-offs, waarbij de nummer 1 gepaard wordt met het zwakste team, de nummer twee met het een-na-zwakste team, etc.
Hoeveel wedstrijden er gewonnen moeten worden in een bepaalde ronde wordt aangegeven met de Engelse term Best of gevolgd door een getal. In een Best of 3 serie is die deelnemer de winnaar van de ronde die twee wedstrijden weet te winnen. Als beide deelnemers een wedstrijd winnen dan zijn er maximaal 3 wedstrijden noodzakelijk om de winnaar van de ronde aan te wijzen. De kampioen is degene die de finale-ronde wint.
In het basketbal en hockey is het gebruikelijk om de competitie te verlengen met de play-offs.

## Toernooi
Bij sommige sporten of onderdelen moet men aan meerdere wedstrijden deelnemen om de winnaar te worden. Dit is bijvoorbeeld het geval bij de zevenkamp bij atletiek of het all-roundkampioenschap bij het schaatsen. Hierbij worden punten toegekend op basis van het behaalde resultaat. De eindwinnaar van het toernooi is dan degene met het hoogste puntenaantal.

## Knock-outsysteem
Tijdens een knock-outsysteem strijden deelnemers meestal in slechts één wedstrijd om een plaats in de volgende ronde. De verliezer van de confrontatie is dan uitgeschakeld en maakt geen kans meer op het kampioenschap (knock-out). De winnaar gaat door naar de volgende ronde waar deze gepaard zal worden met een andere winnaar.
De plaatsing van de deelnemers in de eerste ronde wordt meestal door middel van een gewogen loting gedaan. Deelnemers die in voorgaande competities goede resultaten hebben geboekt zullen in het knock-outschema verder uit elkaar geplaatst worden. Hierdoor kunnen de goede deelnemers elkaar pas laat in het schema tegenkomen en is kans groter voor een organisator dat de favorieten langer in het toernooi blijven.
In het tennis en darts is het gebruikelijk om het landskampioenschap middels een knock-outsysteem af te werken.

## Poulesysteem
De deelnemers kunnen ook tegen elkaar strijden in poules. Alle deelnemers worden verdeeld in twee of meer groepen. Elke deelnemer speelt dan één of meerdere keren tegen elke andere deelnemer uit dezelfde poule. Een van tevoren bepaald aantal deelnemers gaat door naar de volgende ronde. Dit kan ook weer een poule zijn, of bijvoorbeeld het knock-outsysteem. Een voorbeeld van het poulesysteem is de groepsfase van de UEFA Champions League in het voetbal.

## Enkele wedstrijd
Om titels worden ook gestreden middels een enkele wedstrijd. In dit systeem levert een deelnemer slechts één prestatie en de persoon met de beste prestatie is dan de kampioen. Dit zijn veelal de sporten, waarbij de wedstrijden in een peloton wordt verreden, zoals het (WK) wegwielrennen, veldrijden en sommige nummers van atletiek. Het gebeurt ook dat een nationaal kampioenschap wordt geïntegreerd in een internationale wedstrijd. Zo wordt bijvoorbeeld het Nederlandse kampioenschap marathon 2008 gehouden tijdens de internationale marathon van Eindhoven. De beste Nederlander tijdens die wedstrijd is dan de nieuwe kampioen.

## Tweekamp
Bij denksporten als schaken en dammen wordt vaak via een tweekamp beslist wie zich de nieuwe wereldkampioen mag noemen. Een tweekamp is een georganiseerde reeks sportieve confrontaties die zich afspeelt tussen twee personen. Bij een tweekamp wordt ofwel een van tevoren vastgesteld aantal matches afgewerkt (waarna de balans wordt opgemaakt), ofwel er wordt gespeeld totdat een der spelers een vooraf vastgesteld aantal partijen gewonnen heeft.
Voorafgaand aan een tweekamp wordt er vaak via een andere competitievorm (bijvoorbeeld toernooi of knock-out) bepaald welke speler het recht krijgt om via een tweekamp de strijd met de zittende wereldkampioen aan te gaan.